# TV4 Sport Arena
TV4 Sport Arena, tidigare Mix Megapol Arena och Multihallen, är en event- och kongresshall i Åre byggd 2004 tillsammans med Holiday Club. Dess fyra användningsområden är fest, sport, konferens och mässor. Den har plats för 3 000 åskådare vid konserter eller 1 200 middagsgäster. Anläggningen fick sitt nuvarande namn 2010.

### Fotnoter
1. ↑  Mix Megapol Arena byter namn Arkiverad 25 maj 2014 hämtat från the Wayback Machine., ÖP 2010-10-08